# Malvaloca (película de 1926)
Malvaloca es una película española muda de drama estrenada en 1926, dirigida por Benito Perojo y protagonizada en los papeles principales por Lidia Gutiérrez, Manuel San Germán y Javier de Rivera.
Está basada en la obra de teatro homónima de los hermanos Álvarez Quintero.
Considerada una película perdida, tras su localización y restauración parcial por parte de la Filmoteca Española, fue exhibida en 2010 en la decimotercera edición del Festival de Málaga Cine Español, donde fue designada "Película de Oro".

## Sinopsis
Rosa, 'la Malvaloca', ha tenido varias aventuras amorosas. Finalmente se enamora locamente del socio de su último amante. La pareja tendrá entonces que enfrentarse a los prejuicios de la gente que no olvida el pasado de la chica.

## Reparto
- Lidia Gutiérrez ... Rosa 'Malvaloca'
- Manuel San Germán	...	Leonardo
- Javier de Rivera ...	Salvador
- Joaquín Carrasco	...	Jeromo
- Florencia Bécquer	...	Juanela
- Lina Moreno ... Hermana Piedad
- Juan Manuel Figuera ... Padre de la hija de Malvaloca
- Carlos Verger	...	Lobito
- Amalia Molina
- Alfredo Hurtado